# Thaïs van Alexandrië
Het leven van de heilige Thaïs van Alexandrië (4e eeuw) vertoont meerdere overeenkomsten met dat van de heilige Pelagia van Antiochië die haar feest op dezelfde dag, 8 oktober, heeft.
Ook Thaïs was van rekkelijke zeden, maar dan meer officieel: ze fungeerde als deftige prostituee aan het hof. Ze bekeerde zich na het horen van een preek van de woestijnvader, de heilige Paphnutius van Heraklea, of volgens anderen de heilige Bessarion of de heilige Serapion. Ze liet zich daarna vrijwillig opsluiten in een kluis om boete te doen voor haar zonden. Na drie jaar vonden zowel een engel als de heilige Antonius de Grote dat het mooi was geweest. Ze verliet haar kluis, getuigde tegen iedereen die haar wilde horen van Gods liefde en overleed veertien dagen later.
Jules Massenet componeerde een opera op haar leven die in 1894 zijn première beleefde. De opera was een bewerking van de roman Thaïs van Anatole France uit 1890.